# ぢゃいこ
ぢゃいこ（本名：是澤 綾子（これさわ あやこ）、1981年2月20日 - ）は、日本のお笑いタレント。愛媛県宇和島市出身。身長170cm、体重110kg。血液型A型。吉本興業所属。

## 人物・略歴
NSC25期生。同期にはジャルジャル、プラス・マイナス、銀シャリ、アキナの秋山賢太などがいる。芸名の由来は中学校時代についたあだ名から。

## イジリやギャグ
新喜劇では、巨躯を生かした芸で活躍している。
- 主に小籔千豊に「これから本場所ですよね?」「あの人、高見盛（もしくは朝青龍）ですよね?」「あなたにおすすめの場所は九州場所とか名古屋場所とかまたは二子山部屋ですね」などといじられる。
- 今別府直之と組み合って「のこった、のこった」と行司のノリでいじられたり、男性タレントのみぞおちを殴って気絶させたのち、肩に担いだまま舞台から退場するという役柄もある（担がれる役は西科仁や小米良啓太が多い。また、担ぎながら「○○に沈めたる!」と言うこともある）。また、恋人役の演者（これも西科、小米良の場合が多い）と共に場所を移動する際に「抱っこ〜」とせがみ、周りの全員が驚くと「…してあげる♪」と続け、恋人役を軽々と担ぎ上げながら退場する、というネタも持つ。
- 最近は「あなたねえ、デブすぎるんよ!!」と小籔に言われ、（ぢゃいこ）「誰がデブよ!!」とジャンプしたら共演者全員飛び上がり、地団太を踏んだら一斉に地震で揺られたような素振りをして、ずっこける。そのたびに内場勝則がフォローにならないフォローを言う。
- NMB48 feat.吉本新喜劇の公演の際には、NMB48のセンターに入ってダンスを披露することもある。

## エピソード
- 現在、土肥ポン太の経営する八百屋でアルバイトしている。力仕事が得意なため土肥には正社員にしたいほど気に入られている。
- 力自慢ぶりは、大会（JAPAN STRONGESTMAN 2022 女子ノービスクラス）で優勝するほどである。
- ここ最近はキャラクターのかぶる座員に先を越されたようで、新喜劇の出番が1カ月に4回しかなかったと嘆いていた。
- 力士と付き合っていたことがある。
- メッセンジャーあいはら率いるパラ軍団の女性版「パラ娘。」のメンバー。『ごきげん!ブランニュ』にて、パラ娘。メンバーの青空の岡が「四つ葉のクローバーを決められた数つまなければ解散」という企画で、摘むクローバーの数をダーツで決めることになったが、ダーツを投げたら『解散』の位置に刺さってしまった。ダーツをやり直すというわけでもなく、そのまま解散することになった。
- 末成由美から料理を教わっており、料理が得意でパーティーなどをするときにツイッターでは大量の料理を披露する。調理師免許も取得している。なるみ・岡村の過ぎるTVでは吉本新喜劇の料理クイーンと称されている。
- 実家はケーキ屋である。